# Jean-Pierre Bastiat
Pour les articles homonymes, voir Bastiat.
Pas d'image ? Cliquez ici

a Compétitions nationales et continentales officielles uniquement.

b Matchs officiels uniquement.
Jean-Pierre Bastiat, né le 11 avril 1949 à Pouillon et mort le 3 février 2021 à Dax, est un joueur français de rugby à XV évoluant aux postes de deuxième ligne et troisième ligne centre.

## Biographie

### Jeunesse
Né le 11 avril 1949 à Pouillon, Jean-Pierre Bastiat pratique le sport très jeune, essayant la pelote basque et le rugby à XV à l'école. Alors âgé de 12 ans, il déménage avec sa mère dans la sous-préfecture landaise, à Dax, où il joue au football avant d'intégrer la section gymnastique du club de la Jeanne d'Arc de Dax. Au collège Cendrillon, il rencontre Jean-Louis Bérot, demi d'ouverture des cadets de l'US Dax ; les performances rugbystiques de Jean-Pierre Bastiat étant jugées « maladroites », il ne perce pas immédiatement.
En raison de mauvais résultats scolaires, sa mère l'envoie une année dans un collège de Langon. Après une forte poussée de croissance, il connaît quelques soucis de santé qui l'envoient en convalescence chez ses grands-parents, dans sa ville natale. Ses anciens camarades de l'école primaire l'incitent à intégrer l'équipe de rugby locale, l'US Pouillon ; inscrit en catégorie cadet, il évolue ainsi dès sa première saison avec les juniors, au poste de troisième ligne centre.
En 1967, revenu au foyer dacquois avec sa mère, il est repéré par un dirigeant de la section basket-ball de l'ASPTT de Dax, notamment en raison de son gabarit, mesurant 1,98 m. Bastiat intègre ainsi l'équipe sportive après avoir été embauché au centre de tri de La Poste, tandis qu'il joue en parallèle avec la section rugby de cette dernière en catégorie corporative. Après une vingtaine de rencontres sur les parquets, il est sélectionné sous le maillot national junior ; il décline néanmoins l'invitation, priorisant la pratique du rugby.

### Carrière de joueur
Bastiat intègre l'équipe de rugby de l'US Dax, par l'intermédiaire du responsable de la section corporative de La Poste ; tout d'abord encadré par Jean Bachelé avec les juniors, il est convoqué en équipe première par l'entraîneur Jean Desclaux dès cette première saison, jouant sa première rencontre de championnat contre le SC Mazamet, puis dispute la finale du challenge Yves du Manoir à la fin de la saison, concédée contre le RC Narbonne. En parallèle, il est sacré champion de Côte basque avec les juniors dacquois.
Jean-Pierre Bastiat obtient sa première cape le 14 décembre 1969, affrontant la Roumanie au stade Maurice-Trélut de Tarbes. En 1976, il est forfait pour la tournée de l'équipe de France aux États-Unis. Il est remplacé par Michel Palmié. Il fait partie du fameux XV de France vainqueur du Tournoi des Cinq Nations 1977 avec les seuls quinze mêmes joueurs pour les quatre matchs aux côtés de Jacques Fouroux, Jean-Pierre Rives, Robert Paparemborde ou Jean-Claude Skrela.
Blessé (entorse du genou) lors d’un banal match de championnat contre Tyrosse lors de la saison 1978-79, il doit mettre prématurément un terme à sa carrière de joueur. Pourvoyeur incomparable de ballon en touche, il manquera beaucoup tant à l’équipe de France qu’à son club de Dax au point qu’il fera un dernier essai, la veille de Noël 1978 avec la réserve de Dax ; ce sera son dernier match officiel.[réf. nécessaire] Il prend officiellement sa retraite en tant que joueur à l'hiver 1980.

### Reconversion
Il se porte candidat aux élections européennes de 1989 sur la liste Chasse, pêche, nature et traditions, figurant en position non-éligible. En 2014, il est candidat aux municipales de la ville de Dax, face au maire sortant PS Gabriel Bellocq. Au premier tour, sa liste divers droite récolte 38,87 % des voix, et 42,64 % au second tour. Sa liste remporte alors sept sièges au conseil municipal de la ville, mais il décide de ne pas y siéger.
Intégré à l'équipe dirigeante du club de rugby de l'US Dax depuis 1981, il en est le président de 1990 à 1995.
En 2004, il obtient le prix Alain Danet de l'Académie des sports pour la réussite de sa reconversion professionnelle.
En 2020, il est condamné par le tribunal de Dax pour recel de braconnage. 
Il meurt à Dax dans la nuit du 2 au 3 février 2021 des suites d'un accident vasculaire cérébral, après avoir été placé dans un coma artificiel depuis près de cinq jours. Ses obsèques sont célébrées à la Cathédrale Notre-Dame de Dax le 5 février par Philippe Lebel.

## Palmarès

### En club
- Championnat de France de rugby à XV :
  - Finaliste : 1973 avec l'US Dax.
- Challenge Yves du Manoir :
  - Vainqueur : 1969 et 1971 avec l'US Dax ;
  - Finaliste : 1968 avec l'US Dax.

### En équipe nationale
- 32 sélections[2].
- 4 essais, 1 transformation et 2 pénalités pour 24 points[2].
- Sélections par année : 1 en 1969, 3 en 1970, 3 en 1971, 2 en 1972, 1 en 1973, 3 en 1974, 4 en 1975, 7 en 1976, 4 en 1977, 4 en 1978[2].
- Tournoi des Cinq Nations :
  - Vainqueur avec Grand Chelem : 1977.
  - Vainqueur : 1970 (ex æquo avec le pays de Galles).
- Tournées en Afrique du Sud en 1971, en Australie en 1972 (en), en Argentine en 1974.
- Une sélection avec les Barbarians britanniques.